# Instrumentos de Gestão Territorial
Os Instrumentos de Gestão Territorial (IGT) são um conjunto de documentos aprovados pelo Decreto-Lei n.º 380/99 de 22 de setembro que têm como objetivos o estabelecimento do regime jurídico dos instrumentos de gestão territorial (RJIGT) , onde se definem algumas das principais regras sobre o planeamento e ordenamento do território de Portugal.

## Atualizações
Os IGT foram já alterados por duas vezes para desta maneira melhor desempenharem as suas tarefas de regulamentação. A primeira foi através do Decreto-Lei n.º 310/2003 de 10 de dezembro e o segundo foi o Decreto-Lei n.º 316/2007 de 19 de setembro.
DL nº380/99, de 22 de Setembro Republicado pelo DL nº46/2009, 20 de Fevereiro, e alterado pelo DL nº181/2009, de 7 de Agosto e DL nº2/2011, de 6 de Janeiro.

Mais recentemente, a política de ordenamento do território e de urbanismo encontra-se estabelecida pelo Decreto-Lei n.º 80/2015, de 14 de maio, referente ao novo Regime Jurídico dos Instrumentos de Gestão Territorial (RJIGT).

## Caracterização
Os IGT têm vários níveis consoante o pormenor a que se referem; existem 4 níveis de organização: nacional, regional, intermunicipal e municipal.
Na tabela seguinte estão definidos os vários planos constituintes dos IGT.

NUTS II de Portugal.

### Âmbito Nacional
| Nome                                                       | Sigla | Características |
| ---------------------------------------------------------- | ----- | --- |
| Programa Nacional da Política de Ordenamento do Território | PNPOT | Estabelece as maiores e mais importantes decisões a serem tomadas na gestão do ordenamento do território português. Está acima de todos os outros IGT complementando-os. É um elemento de cooperação com planos semelhantes na UE relativos ao Ordenamento do Território da União.                                                           |
| Planos sectoriais                                          | PS    | Planos relativos a diversas áreas da administração central tais como transportes, comunicações, saúde, cultura ou ambiente. |
| Planos Especiais de Ordenamento do Território              | PEOT  | Estabelecem a salvaguarda de recursos e valores naturais e o regime de gestão compatível com a utilização sustentável do território. Os PEOT são os planos de ordenamento de áreas protegidas, os planos de ordenamento de albufeiras de águas públicas, os planos de ordenamento da orla costeira e os planos de ordenamento dos estuários. |
| Plano de Ordenamento da Orla Costeira                      | POOC  | Definição de restrições relativas à costa de modo a salvaguardar as características do litoral. Abrange águas marítimas costeiras e interiores, respectivos leitos e margens e faixas de protecção. |
| Plano de Ordenamento de Áreas Protegidas                   | POAP  | Garante a protecção e preservação de áreas com valor de património natural. Este aplica-se a Reservas Naturais, Parques Nacionais, Parques Naturais e Paisagens Protegidas. |
| Plano de Ordenamento de Albufeiras de Águas Públicas       | POAAP | Define as utilizações de águas públicas e da ocupação das zonas de protecção associadas às albufeiras. |
| Plano de Ordenamento dos Estuários                         | POE   | Visa a protecção das águas, leitos e margens dos ecossistemas que as habitam, assim como a valorização social, económica e ambiental da orla terrestre envolvente. |

### Âmbito Regional
| Nome                                          | Sigla | Características |
| --------------------------------------------- | ----- | --- |
| Planos Regionais de Ordenamento do Território | PROT  | Definem os objectivos relativos ao planeamento do território ao nível da região (equivalem aproximadamente às NUTS II), assentando num modelo de organização do território regional. Surgem da fragmentação do PNPOT e dos planos sectoriais e constituem o quadro de referências dos PIMOT e PMOT |

### Âmbito Intermunicipal
| Nome                                                | Sigla | Características |
| --------------------------------------------------- | ----- | --- |
| Planos Intermunicipais de Ordenamento do Território | PIMOT | Elemento conciliador entre PMOT de municípios adjacentes/vizinhos. Têm como principal função a articulação sócio-económica dos municípios envolvidos no plano. São elaborados pelas câmaras municipais envolvidas e postos em prática após aprovação das CCDR (Comissões de Coordenação e Desenvolvimento Regional). |
| Plano Director Intermunicipal                       | PDI   | Estabelece, de modo coordenado, a estratégia de desenvolvimento territorial intermunicipal, o modelo territorial intermunicipal, as opções de localização e de gestão de equipamentos de utilização pública locais e as relações de interdependência entre dois ou mais municípios territorialmente contíguos.       |
| Plano de Urbanização intermunicipal                 | PUI   | |
| Plano de Pormenor Intermunicipal                    | PPI   | |

### Âmbito municipal
| Nome                     | Sigla | Características |
| ------------------------ | ----- | --- |
| Plano Director Municipal | PDM   | Define os usos e actividades do solo municipal através do estabelecimento de classes e categorias dos vários tipos de edificações. Abrange desde edifícios residenciais até estações de recolha de resíduos. |
| Plano de Urbanização     | PU    | Fornece o quadro de referência para a aplicação de políticas urbanas tais como o regime de uso do solo e os critérios de transformação do território.                                                        |
| Plano de Pormenor        | PP    | Definição detalhada da ocupação de qualquer área específica do território municipal. |